# Twilight of Mischief
Twilight of Mischief è il primo album degli Heaven, pubblicato nel 1982 per l'Etichetta discografica Columbia Records.
Nello stesso anno, il disco è stato nuovamente registrato negli Stati Uniti, e pubblicato con il titolo Bent per la Columbia Records; in questa versione, ha partecipato alle registrazioni il chitarrista Mick Cocks al posto di John Haese.

## Tracce
1. Fantasy
2. Nothing To Lose
3. Take You Higher
4. Storm
5. Tuesday Morning
6. No One Knows
7. The Ballad
8. Get A Move On
9. Suck City

## Lineup
- Allan Fryer - Voce
- Bradford Kelly - Chitarra
- John Haese - Chitarra
- Mick Cocks - Chitarra (nella versione Bent)
- Laurie Marlow - Basso
- Joe Turtur - Batteria